# Randall Kenan
Randall Kenan (Brooklyn, 12 marzo 1963 – 28 agosto 2020) è stato uno scrittore statunitense. Cresciuto in una comunità rurale della Carolina del Nord, Kenan concentra i suoi scritti su ciò che significa essere gay e di colore nel sud degli Stati Uniti. Tra i suoi libri troviamo anche la raccolta di racconti Let the Dead Bury Their Dead, che è stata premiata dal New York Times come Notable Book nel 1992. Kenan ha anche vinto un Guggenheim Fellowship, un Whiting Writers Award e il Premio Dos Passos.

## Biografia

### Primi anni
Kenan nasce a Brooklyn, New York, il 12 marzo 1963. Cresciuto inizialmente dai nonni, presto si trasferisce a vivere con la prozia a Chinquapin in Carolina del Nord, una comunità rurale composta da meno di un migliaio di persone. Kenan in seguito si baserà proprio su quel luogo per creare Tims Creek, dove sono ambientati tutti i suoi racconti.
Frequenta la University of North Carolina at Chapel Hill, nella quale si laurea nel 1985 in inglese e scrittura creativa. Studia con l'autrice Doris Betts. Seguendo un consiglio dell'istruttrrice e con l'aiuto dello scrittore ed editore Toni Morrison, viene assunto alla Random House di New York.

### Vita professionale
Ha lavorato nello staff editoriale di Alfred A. Knopf fino al 1989, lo stesso anno ha quindi iniziato ad insegnare scrittura al Sarah Lawrence College e alla Columbia University. Attualmente insegna anche in altri atenei, tra cui la University of Mississippi, la University of Memphis e la Duke University.

## Opere
Il suo primo romanzo, A Visitation of Spirits, viene pubblicato nel 1989. Pochi apprezzano l'opera, che non riceve molta attenzione. Nel 1992 viene dato alle stampe il secondo libro, una raccolta di racconti intitolata Let the Dead Bury Their Dead. Le storie, ambientate nella comunità immaginaria di Tims Creek, si concentrano soprattutto su cosa significa essere povero, nero e gay nella società del Sud. Il libro viene accolto come un revival della letteratura sudista e ottiene una nomination per il Los Angeles Times Book Award for Fiction ed entra nella rosa finale dei candidati al National Book Critics Circle Award. La raccolta di racconti porta per di più rinnovata attenzione al primo romanzo, anch'esso ambientato a Tims Creek.
Kenan si identifica fortemente con ambedue le sue identità, afroamericana e gay, entrambe evidenziate nei due libri successivi. Nel 1993 ha pubblicato la biografia di James Baldwin, scrittore e saggista gay afroamericano. Kenan ha affermato frequentemente che Baldwin è uno dei suoi idoli. In seguito ha passato alcuni anni viaggiando in America e Canada per raccogliere storie di afroamericani, che ha poi pubblicato in Walking on Water: Black American Lives at the Turn of the Twenty-first Century (1999).
Kenan ha vinto un gran numero di premi letterari, tra cui un Guggenheim Fellowship, un Whiting Writers Award, lo Sherwood Anderson Award, il Premio Dos Passos, ed il Rome Prize dall'American Academy of Arts and Letters.
Nel 2007 ha pubblicato The Fire This Time, titolo che richiama quello di James Baldwin, The Fire Next Time.